# جمیل الزبیر
جمیل الزبیر (انگلیسی: Gamil El-Zobair; زاده نامشخص – درگذشته ۲ سپتامبر ۱۹۸۳) بازیکن فوتبال اهل مصر بود.
وی همچنین در تیم ملی فوتبال مصر بازی کرده‌است.